# Saperda octopunctata
Saperda octopunctata es una especie de escarabajo longicornio del género Saperda, subfamilia Lamiinae. Fue descrita científicamente por Scopoli en 1772.
Se distribuye por Lituania, Ucrania (Crimea), Georgia, Bosnia y Herzegovina, Armenia, Croacia, Serbia, Chequia, Eslovaquia, Eslovenia, Azerbaiyán, Montenegro, Rusia europea, Alemania, Moldavia, Francia, Albania, Austria, Bélgica, Hungría, Bielorrusia, Noruega, Rumania, Polonia, Yugoslavia, Italia y Grecia. Mide 12-20 milímetros de longitud. El período de vuelo ocurre en los meses de mayo, junio, julio y agosto.

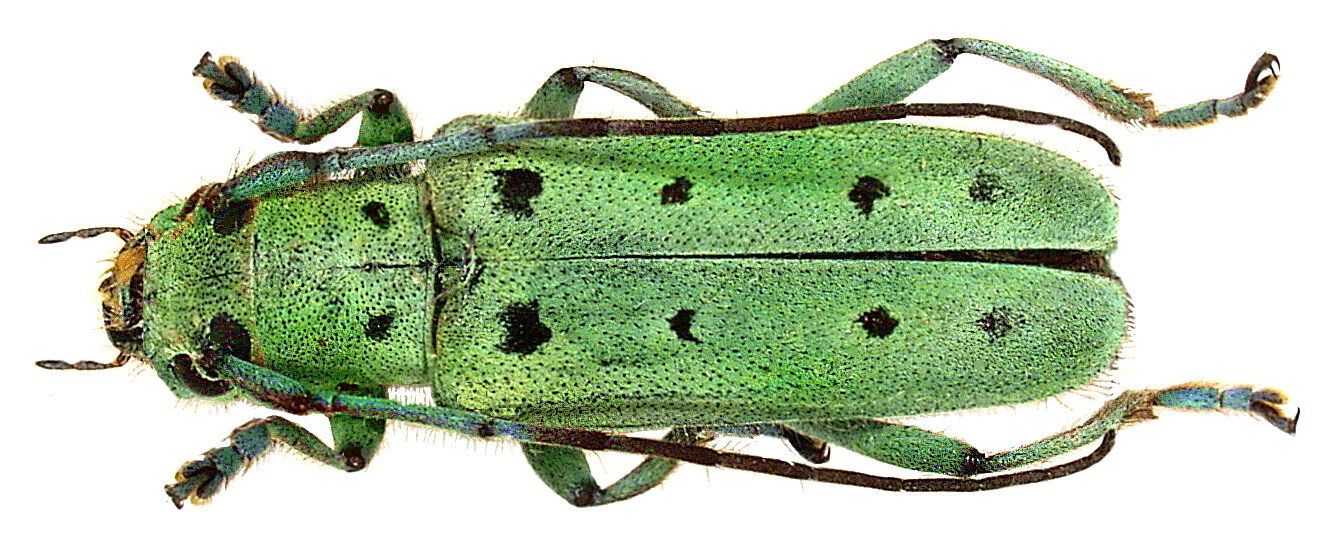
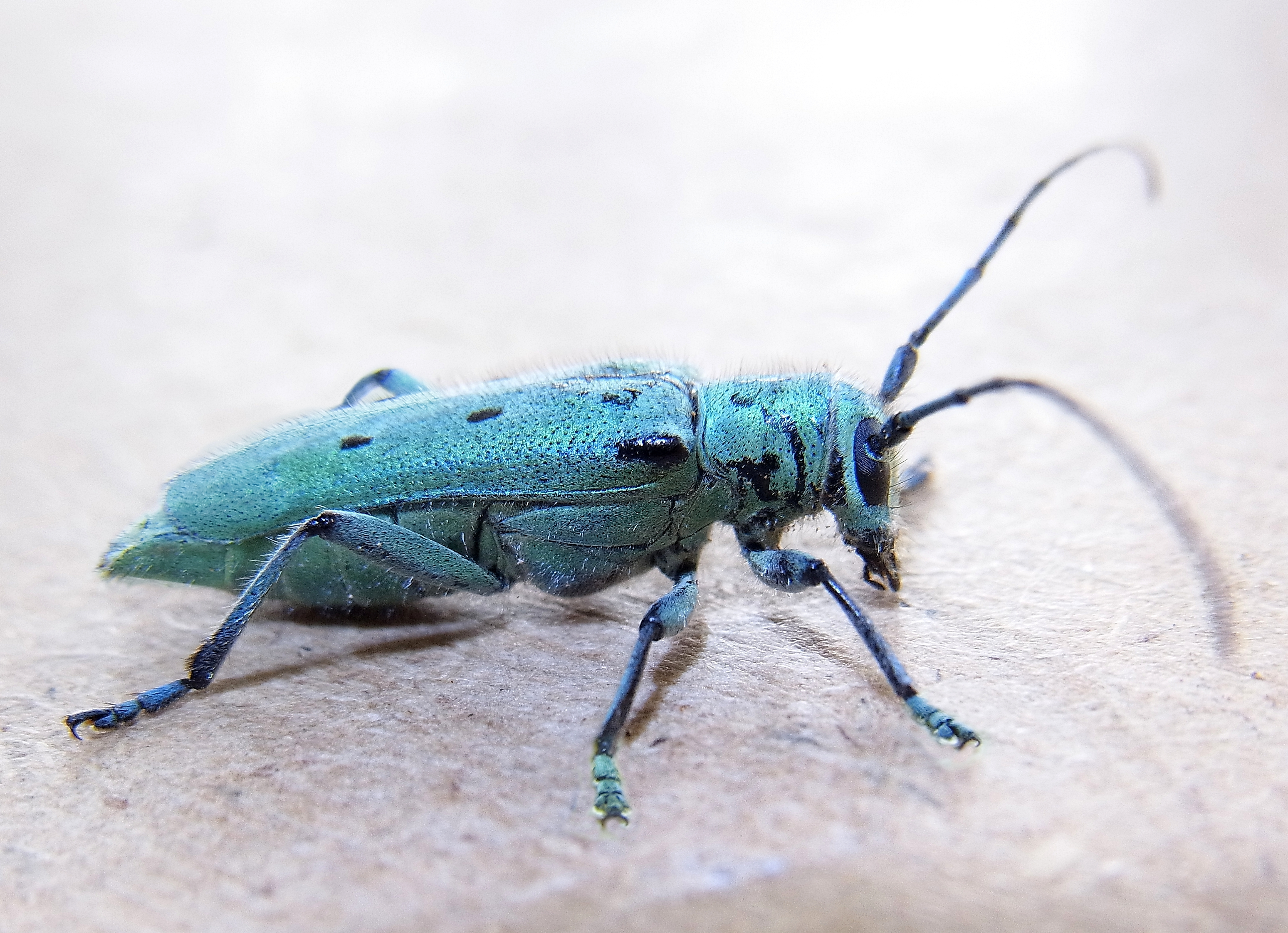
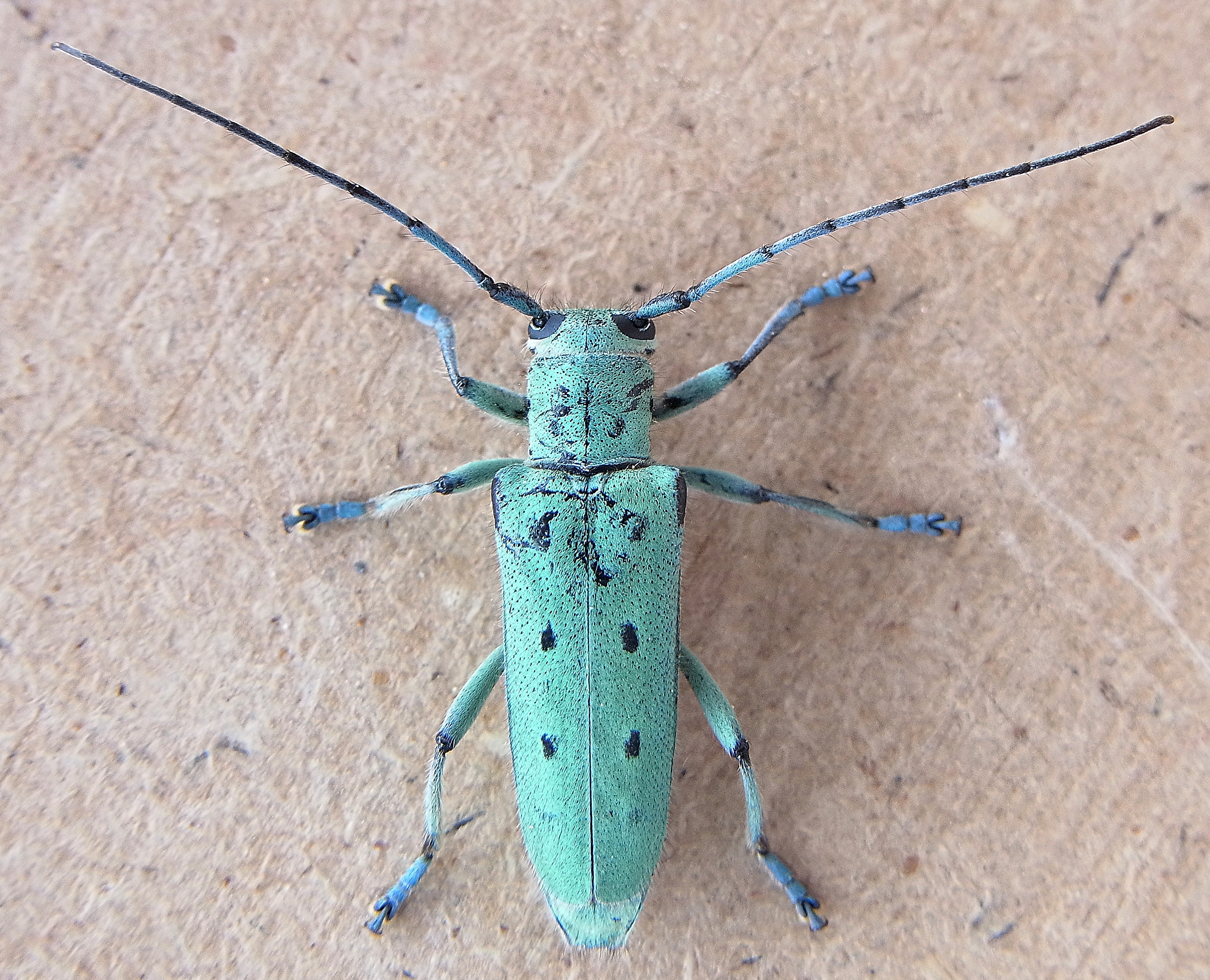
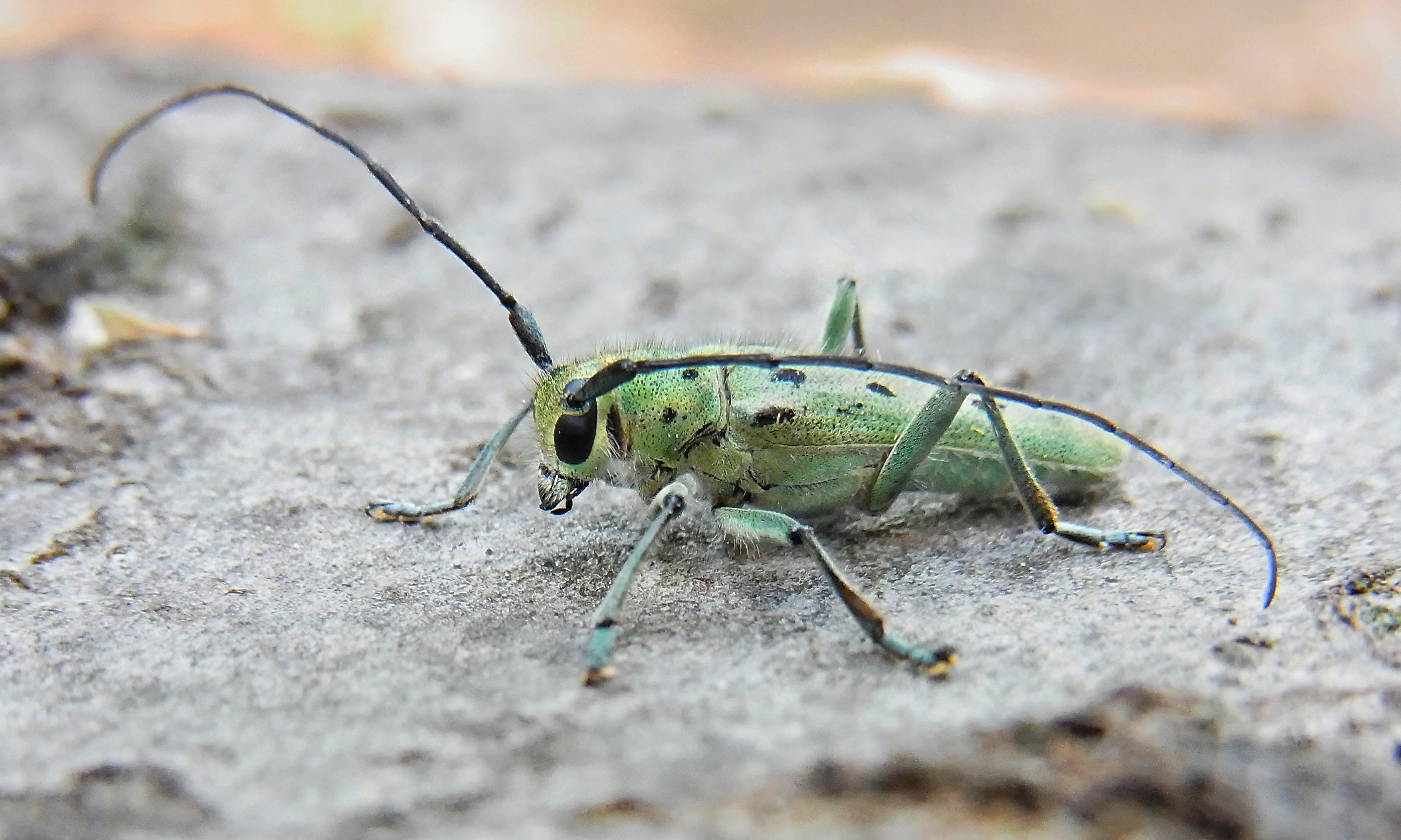